# Европска платформа жена научница
Европска платформа жена научница (EPWS) је кровна организација која окупља мреже жена научница и организација посвећених родној равноправности у истраживањима у свим дисциплинама у Европи и земљама придруженим Оквирним програмима Европске уније за истраживање и технолошки развој. Платформа поздравља истраживаче који раде у било којој дисциплини и раде у науци у најширем смислу, од природних до друштвених наука. EPWS тренутно броји више од 100 организација чланица, које заједно раде за више од 12.000 жена истраживача широм Европе активних у академским круговима и индустријским истраживањима.

## Сврха
Правно основана као међународна непрофитна организација према белгијском закону (AISBL) у новембру 2005. године и којом управља међународни, мултидисциплинарни Управни одбор од 11 високо рангираних жена научница, EPWS представља нови стратешки инструмент у европској истраживачкој политици, допуњујући разне иницијативе предузете на европском нивоу како би се обезбедило боље учешће жена научница у истраживању и у процесу истраживачке политике, као и укључивање родне димензије у истраживање.

## Циљеви
Главни циљеви платформе су:
- Умрежавање постојећих мрежа научница и мрежа које се баве промоцијом научница у свим дисциплинама и промоција  међу научницама, посебно у Централној и Источној Европи као и у приватном сектору.[5]
- Повећање учешћа научница у европским истраживањима и њиховим телима која доносе одлуке – као истраживачица пројеката, вођа и координаторки, у панелима за преглед и евалуацију, као и у групама стручњака високог нивоа.[6]
- Повећање учешћа научница у националним и европским истраживачким програмима, посебно у Седмом оквирном програму ЕУ за истраживање и технолошки развој. [7]
- Промоција разумевања и укључивања родне димензије у науку и истраживачку политику у свим научним областима, као и инклузивног, родно осетљивог појма изврсности и иновација.[8]